# Сегментиране на пазара
Сегментиране на пазара или пазарна сегментация е понятие от областта на маркетинга, с което се означава дейност, целяща да се раздели пазара на отделни части (сегменти). Пазарен сегмент се нарича съвкупност от купувачи, които се групират по даден критерий. Потребителите, принадлежащи към отделен пазарен сегмент, откликват по сходен начин на даден комплекс от маркетингови въздействия. Ето защо маркетинговите комбинации за всеки пазарен сегмент се отличават с определена конкретика и специфика.
Пазарната сегментация има голямо значение за маркетинговата стратегия, защото благодарение на нея е възможно да се изгради стабилна база за произвеждане на продукт, който отговаря в максимална степен на очакванията и предпочитанията на даден целеви пазар.
Пазарна ниша (пролука) е частта от пазара, от която дадена фирмата има или очаква да придобие позиции носещи основна част от печалбата, тоест това е пазарният сегмент, отговарящ най-точно на фирмената продукция .

## Критерии
Сегментирането на потребителските пазари се извършва на основата на различни критерии. Най-често използваните групи критерии са:
- географски: географски район, брой жители, гъстота на населението, климат, разстояние до пазара,
- демографски: възраст, пол, доходи, професия, образование, семейно положение, религия и други,
- психографски: социално положение на потребителите, интереси, ценностна система, начин на живот и други,
- поведенчески: очаквани ползи от продукта, повод за покупка, статус на потребление, готовност за купуване, отношение към продукта, привързаност към марката и други.